# Віктор Муньйос (футболіст, 2003)
Ві́ктор Му́ньйос Вільянуе́ва (ісп. Víctor Muñoz Villanueva; нар. 13 липня 2003) — іспанський футболіст, вінгер клубу «Осасуна».

## Клубна кар'єра

### «Реал Мадрид»
Вихованець команд «Сан-Габріель», «Барселона» і «Дамм». 2021 року приєднався до академії мадридського «Реала». 27 серпня 2023 року дебютував за резервну команду в матчі Прімери Федерасьйон проти «Мелільї». 16 вересня в поєдинку проти «Атлетіко Мадрид Б» забив свій перший гол у кар'єрі.
11 травня 2025 року дебютував в основному складі «Реала» в матчі Ла-Ліги в рамках «Ель Класіко» проти «Барселони», вийшовши на заміну Вінісіусу Жуніору.
В червні 2025 року виступав на клубному чемпіонаті світу в США. На турнірі провів два матчі, а його команда дійшла до півфіналу, де поступилась французькому «Парі Сен-Жермен».

### «Осасуна»
11 липня 2025 року перейшов в «Осасуну», підписавши п'ятирічний контракт. Сума трансферу становила 5 млн євро.

## Статистика виступів
Станом на 22 червня 2025 
| Клуб              | Сезон             | Чемпіонат           | Чемпіонат | Чемпіонат | Кубок | Кубок | Єврокубки | Єврокубки | Інші  | Інші | Всього | Всього |
| Клуб              | Сезон             | Дивізіон            | Матчі     | Голи      | Матчі | Голи  | Матчі     | Голи      | Матчі | Голи | Матчі  | Голи   |
| ----------------- | ----------------- | ------------------- | --------- | --------- | ----- | ----- | --------- | --------- | ----- | ---- | ------ | ------ |
| Реал Мадрид Б     | 2023–24           | Прімера Федерасьйон | 29        | 2         | —     | —     | —         | —         | —     | —    | 29     | 2      |
| Реал Мадрид Б     | 2024–25           | Прімера Федерасьйон | 34        | 11        | —     | —     | —         | —         | —     | —    | 34     | 11     |
| Реал Мадрид Б     | Всього            | Всього              | 63        | 13        | 0     | 0     | 0         | 0         | 0     | 0    | 63     | 13     |
| Реал Мадрид       | 2024–25           | Ла-Ліга             | 2         | 0         | 0     | 0     | 0         | 0         | 2     | 0    | 4      | 0      |
| Осасуна           | 2025–26           | Ла-Ліга             | 0         | 0         | 0     | 0     | —         | —         | —     | —    | 0      | 0      |
| Всього за кар'єру | Всього за кар'єру | Всього за кар'єру   | 65        | 13        | 0     | 0     | 0         | 0         | 2     | 0    | 67     | 13     |

1. ↑  Матчі на клубному чемпіонаті світу